# 京都市立深草小学校

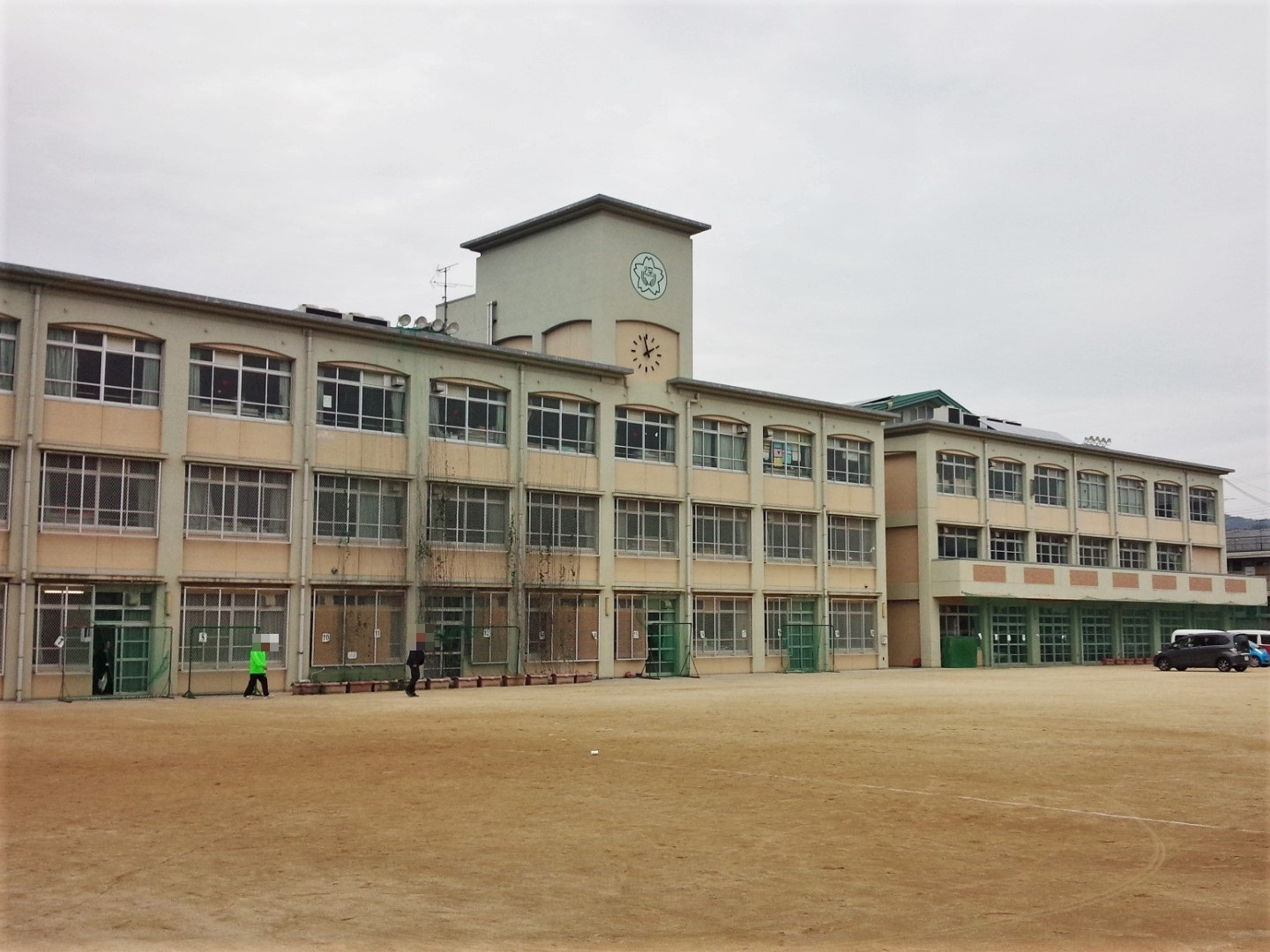
校舎

京都市立深草小学校（きょうとしりつ ふかくさしょうがっこう）は、京都府京都市伏見区深草西伊達町にある公立小学校。

## 特徴
創立150年を越える歴史と伝統のある学校であり、京都市最大のマンモス校区を持つ。地域図書館や、市内小学校最大の体育館を併設している。京都市小学校大文字駅伝大会では近年優勝や入賞を繰り返す強豪校。地域や学生ボランティア40名による支援体制が敷かれている。
以下の事業の指定校ともなっている。
- 文部科学省「コミュニティスクール推進事業」指定
- 京都市教育委員会「いきいき理科大好き推進校」指定
- 京都市教育委員会「校内LAN活用推進事業」指定

## 沿革
- 1872年（明治5年）10月20日（創立記念日）[2] - 伏水第一小学校が開校[3]。
- 1876年（明治9年）4月[2] - 墨染小学校と改称[3]。
- 1885年（明治18年）8月[2] - 循誘小学校と改称[3]。
- 1886年（明治19年） - 小学校令により循誘尋常小学校と改称[3]。
- 1889年（明治22年）8月19日[2] - 深草小学校と合併し深草尋常小学校と改称[3]。
- 1916年（大正5年）5月4日[2] - 深草第二尋常小学校を分離し、高等科を増設、深草第一尋常高等小学校と改称[3]。
- 1918年（大正7年） - 高等科を廃止[4]。
- 1922年（大正11年）4月1日 - 深草町立深草第一尋常高等小学校と改称[2]。
- 1931年（昭和6年）4月1日 - 京都市立深草第一尋常高等小学校と改称[2]。
- 1941年（昭和16年）4月1日[2] - 国民学校令により、深草国民学校と改称[3]。
- 1947年（昭和22年）4月1日 - 六三制により京都市立深草小学校と改称[2]。
- 1956年（昭和31年）10月20日 - 新校歌を選定[2]。
- 2003年（平成15年）
  - 6月6日 - 体育館・校舎竣工と創立130周年記念の両式典挙行[2]。
  - 7月19日、コミュニティプラザ深草図書館開館式典挙行[2]。
- 2004年（平成16年）
  - 4月 - 二学期制開始[2]。
  - 11月 - コミュニティプラザ事業開所式挙行[2]。
- 2005年（平成17年）4月 - 市教委「休日地域児童クラブ育成事業」指定 / 独立行政法人科学技術振興機構「理数大好きモデル地域事業」指定[2]。
- 2006年（平成18年）4月 - 文部科学省「コミュニティ・スクール推進事業調査研究校」指定 / 市教委「みやこ学校創生事業　パイロットスクール」指定[2]。
- 2008年（平成20年）
  - 2月9日 - 第22回京都市小学校大文字駅伝大会優勝[2]。
  - 4月 - 校内LAN活用推進事業指定[2]。
  - 8月 - いきいき理科大好き推進校指定[2]。
- 2009年（平成21年） - 2月14日、第23回京都市小学校大文字駅伝大会5位入賞[2]。
- 2010年（平成22年） - 2月9日、第24回京都市小学校大文字駅伝大会4位入賞[2]。
- 2022年（令和4年）10月22日 - 創立150周年記念式典挙行し、記念コンサート開催[5]。

## 学校教育目標
- 夢を持ち自信を持って前へ進む子の育成[1]

## 通学区域が隣接している学校
- 京都市立稲荷小学校
- 京都市立砂川小学校
- 京都市立竹田小学校
- 京都市立藤ノ森小学校
- 京都市立藤城小学校
- 京都市立栄桜小中学校
- 京都市立小野小学校

## 周辺
- 京都市コミュニティプラザ深草図書館 - 同一建物内
- 名神高速道路
- 京都府警伏見警察署深草交番 - 敷地が隣接
- 琵琶湖疏水
- 京都聖母学院中学校・高等学校 - 名神高速をはさんで、敷地が隣接。
  - 京都聖母学院保育園
  - 京都聖母学院小学校
- 京阪電鉄本線藤森駅

## アクセス
- 京阪電鉄本線藤森駅より、
  - 出口1（中書島・淀屋橋方面行上り線ホーム側）から、徒歩約190m・約3分。
  - 出口2（出町柳行下り線ホーム側）から、地下連絡通路経由で、徒歩約240m・約4分。
- 名神高速道路京都深草停留所より、
  - 下り線（京都駅・大阪駅・梅田・USJ行）停留所から、徒歩約660m・約10分。
  - 上り線（関東・信越・中部・北陸方面行）停留所まで、徒歩約770m・約11分。
    - なお、京都深草停留所は、上り線のりばは乗車のみ、下り線のりばは降車のみのクローズドドアシステムを採用している。